# ウアパンゴ (モンカイヨ)
ウアパンゴ（Huapango）は、モンカイヨのウアパンゴ（Huapango de Moncayo）とも呼ばれる、ソン・ウアステコのサブジャンルであるウアパンゴ（英語: Huapango）の音楽をホセ・パブロ・モンカイヨが交響楽団版に作曲した幻想曲。1941年に作曲、初演されたホセ・パブロ・モンカイヨの代表曲といえる楽曲で、メキシコでは「第二の国歌」と称されるほどの楽曲であり、北米や欧州では現代でも、アルトゥロ・マルケスの「ダンソン・ヌメロ・ドス」と同様によくオーケストラに演奏される人気の高いメキシコ現代音楽の１つである。

## 概略
メキシコ革命終了直後に起こった、メキシコのアイデンティティを持ったクラシック音楽を創造しよう、という音楽運動の流れの中で、1941年に、ホセ・パブロ・モンカイヨが作曲し、同年8月15日に、カルロス・チャベスの指揮により初演された。
作品タイトル通り、メキシコ現地の（民族）音楽ジャンルであるウアパンゴをテーマとして、その音楽要素や特徴を取り入れ、オーケストラ用に創られた幻想曲である。演奏時間は約8～9分。